# Кашкадамов Борис Павлович

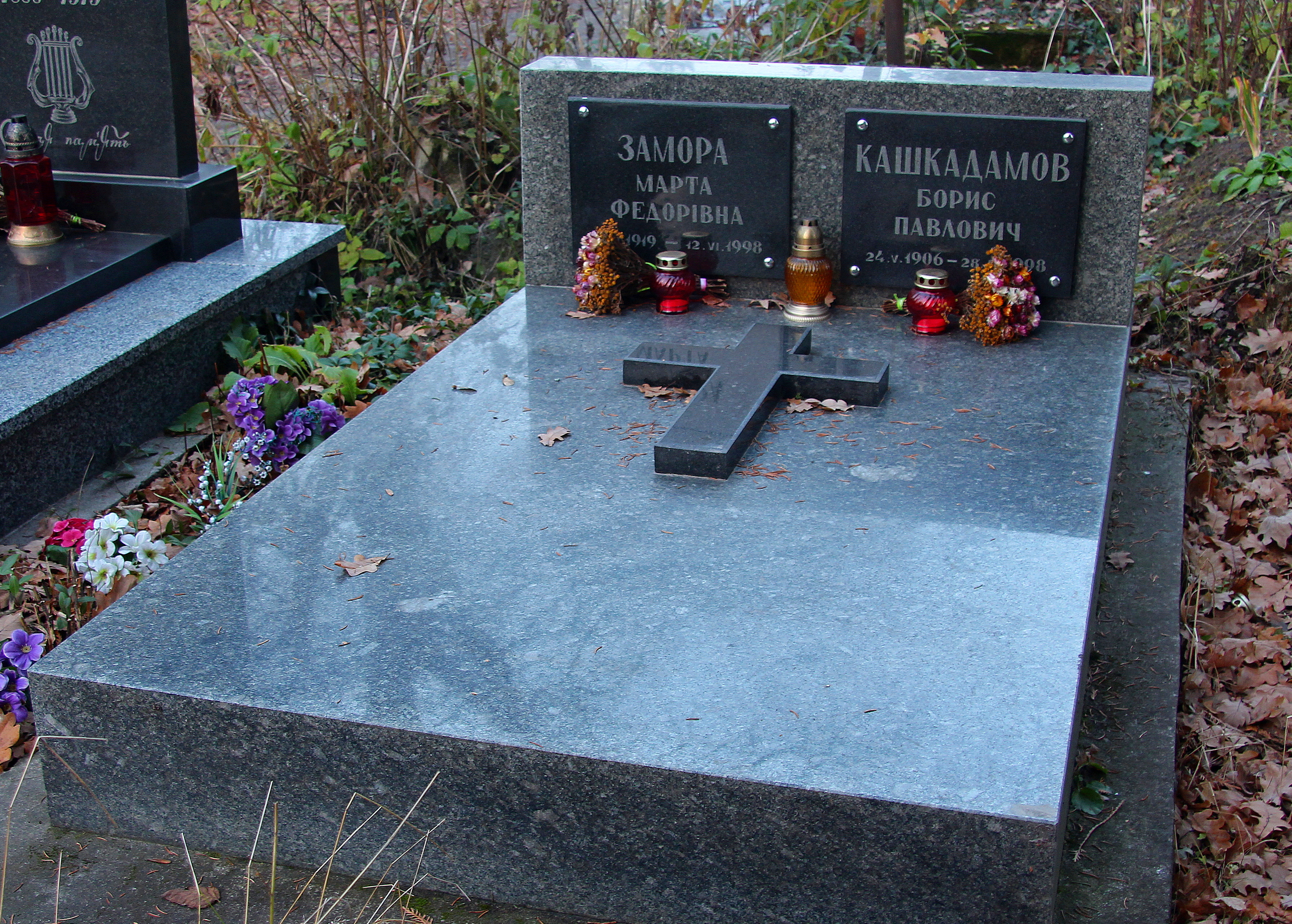

Борис Павлович Кашкадамов (*24 травня 1906, Липовка Смоленської губернії – †28 квітня 1998, Львів) - інженер-автомобіліст, конструктор, засновник і директор Львівського автобусного заводу ЛАЗ.

## Життєпис

### Ранні роки
Народився в маєтку Липовка Смоленської губернії. Родина належала до російського „столбового дворянства”. Вступив до Московського кадетського корпусу, де навчався до початку Громадянської війни. Втікаючи від червоного терору, з сім’єю переїхав спочатку до Києва, а потім до Маріуполя. З чотирнадцяти років почав працювати – розсильним, наймитом в колгоспі, згодом, після закінчення курсів, землеміром. У 1930-х рр. вступає на навчання до Харківського політехнічного інституту, після закінчення якого працює на Харківському тракторному заводі. 

### Воєнні роки
З початком Німецько-радянської війни був мобілізований до армії, брав участь у боях під Сталінградом та в Берлінській операції. По закінченні війни проходив службу начальником Стаціонарних авторемонтних майстерень в Харкові. Після демобілізації в кінці 1940-х рр. переїхав до дружини у Львів.

### В автомобільній промисловості
Працював головним інженером на Львівському велосипедному заводі, головним інженером на Львівсільмаші, з 1953 року – директором Львівського автокранового заводу. За його ініціативи на заводі була розроблена найбільш прогресивна в тодішньому Радянському Союзі модель автобуса, після чого завод був перейменований на Львівський автобусний завод (ЛАЗ) та став провідним підприємством СРСР з випуску автобусів. Очолював завод до 1966 року, коли, через тертя з ЦК Компартії України, був вимушений піти з заводу, очоливши Головне союзне конструкторське бюро з автобусів (згодом Всесоюзний конструкторсько-експериментальний інститут автобусобудування, ВКЕІ). Від 1972 року на пенсії, однак ще довгі роки продовжував працювати на ЛАЗі інженером з професійної освіти.  
Похований на полі № 1 Сихівського цвинтаря у Львові.

## Заслуги
За роки роботи Бориса Кашкадамова автобуси ЛАЗ двічі (1967 та 1969) завойовували Гран-Прі на автобусних салонах в Ніцці (Франція), 1958 року автобус ЛАЗ отримав диплом та золоту медаль на виставці в Брюсселі. У Львові було збудовано завод гідромеханічних коробок передач, львівські автобуси стали основним перевізником пасажирів у Радянському Союзі. 
Автор низки винаходів та патентів в галузі автобусобудування, в тому числі, - патент на промисловий винахід Республіки Італія №877259 (Низькопідлоговий автобус, 15 жовтня 1970); багаторічний голова Державної Екзаменаційної Комісії з автомобілебудування Львівського політехнічного інституту, кавалер численних орденів і медалей. 

## Відзнаки і нагороди
Нагороджений орденами Жовтневої Революції (5 квітня 1971), Трудового Червоного Прапора (22 серпня 1966), медалями, в тому числі, – медаллю «За перемогу над Німеччиною у Великій Вітчизняній війні 1941—1945 рр.» (27 серпня 1945), «За взяття Берліна» (12 липня 1946), «За успіхи в народному господарстві СРСР» (14 березня 1960, мала золота медаль ВДНГ), «За успіхи в народному господарстві СРСР» (26 квітня 1961, велика срібна медаль ВДНГ), Почесна грамота Президії Верховної Ради УРСР (26 жовтня 1956).

## Родина
Дружина – Марта Замора – доцент Львівського Політехнічного Інституту, письменниця. 
Діти – Володимир Кашкадамов, військовослужбовець, полковник, Софія Кашкадамова, інженер, Наталя Кашкадамова, музикознавець, професор Львівської музичної академії, Павло Кашкадамов, бізнесмен, активний діяч Ротарі Інтернешнл.